# Theodor Unger (General)
Karl August Theodor Unger (* 6. April 1836 in Trachenberg, Provinz Schlesien; † 15. Oktober 1896 in Görlitz) war ein preußischer Generalleutnant.

## Leben

### Herkunft
Theodor war der Sohn des preußischen Rittmeisters Gerhard Unger (1787–1850) und dessen Ehefrau Karoline Eleonore, geborene Beck (1794–1848).

### Militärkarriere
Nach dem Besuch des Gymnasiums in Brieg sowie der Kadettenhäuser in Wahlstatt und Berlin wurde Unger am 26. April 1853 als charakterisierter Portepeefähnrich dem 22. Infanterie-Regiment der Preußischen Armee überwiesen. Am 8. April 1854 erhielt er das Patent zu seinem Dienstgrad und avancierte bis Mitte April 1855 zum Sekondeleutnant. Nach einem kurzzeitigen Kommando zum 6. kombinierten Reserve-Bataillon wurde Unger am 7. August 1859 als Adjutant zum I. Bataillon des 22. kombinierten Infanterie-Regiments kommandiert, aus dem Anfang Juli 1860 das 3. Oberschlesische Infanterie-Regiment Nr. 62 hervorging. Dort wurde er am 13. Dezember 1860 zum Premierleutnant befördert und nahm 1866 am Deutschen Krieg teil.
Nach dem Krieg stieg Unger am 30. Oktober 1866 zum Hauptmann und Kompaniechef auf. Ab dem 20. April 1870 war er zu Ausbildungszwecken zum Infanterie-Lehr-Bataillon kommandiert. Mit der Mobilmachung anlässlich des Krieges gegen Frankreich kehrt er zu seinem Regiment zurück und nahm an der Belagerung von Paris, den Beschießungen von Pfalzburg und Toul sowie den Gefechten bei Villejuif, Vitry, Chevilly, L’Haÿ, Thiais und Choisy-le-Roi teil.
Ausgezeichnet mit dem Eisernen Kreuz II. Klasse wurde Unger nach dem Friedensschluss am 15. Juli 1871 als Chef der 1. Kompanie in das 2. Badische Grenadier-Regiment „Kaiser Wilhelm“ Nr. 110 nach Mannheim versetzt. Mit der Beförderung zum Major wurde er am 18. Mai 1876 dem Regiment aggregiert und Mitte Dezember 1876 als etatmäßiger Stabsoffizier einrangiert. Daran schloss sich vom 13. Mai 1880 bis zum 5. Dezember 1883 eine Verwendung als Kommandeur des I. Bataillons im 4. Badischen Infanterie-Regiment „Prinz Wilhelm“ Nr. 112 in Colmar an. Anschließend wurde Unger unter Beförderung zum Oberstleutnant als etatmäßiger Stabsoffizier in das 7. Westfälische Infanterie-Regiment Nr. 56 nach Wesel versetzt. Am 16. April 1887 wurde er Oberst und Kommandeur des 1. Westpreußischen Grenadier-Regiment Nr. 6 in Posen, bevor er am 24. März 1890 als Generalmajor die neu geschaffene 72. Infanterie-Brigade in Deutsch-Eylau übernahm. In dieser Stellung erhielt Unger im Januar 1892 anlässlich des Ordensfestes den Roten Adlerorden II. Klasse mit Eichenlaub. Aus gesundheitlichen Gründen reichte er seinen Abschied ein und wurde am 17. Juni 1893 unter Verleihung des Charakters als Generalleutnant mit Pension zur Disposition gestellt. Er starb am 15. Oktober 1896 in Görlitz.

### Familie
Unger heiratet am 17. Dezember 1868 in Berlin Franziska von Clausewitz (1843–1912), eine Tochter des preußischen Oberstleutnants a. D. Friedrich von Clausewitz (1796–1879).